# فالدير دي مورايس
فالدير يواكيم دي مورايس (بالبرتغالية: Valdir Joaquim de Moraes‏) هو لاعب كرة قدم ومدرب كرة قدم برازيلي في مركز حراسة المرمى، ولد في 23 نوفمبر 1931 في بورتو أليغري في البرازيل، وتوفي بنفس المكان في 11 يناير 2020 بسبب متلازمة الاختلال العضوي المتعدد. لعب مع نادي بالميراس.

## وصلات خارجية
- فالدير يواكيم دي مورايس على موقع قاعدة بيانات كرة القدم.إي يو (الإنجليزية)